# John Sturges
John Eliot Sturges (3. ledna 1910 Oak Park – 18. srpna 1992 San Luis Obispo) byl americký filmový režisér.
Jeho filmová kariéra začala v roce 1932, kde začínal jako střihač. Během 2. světové války režíroval dokumentární a instruktážní filmy pro potřeby Armády Spojených států. S komerční béčkovou hollywoodskou produkcí začal ihned po válce v roce 1946. Postupně se stal uznávaným tvůrcem dobrodružného a westernového žánru. V roce 1955 byl nominována na Oscara za thrillerový snímek Černý den v Black Rock se Spencerem Tracym v hlavní roli. Jeho vůbec nejproslulejším a nejznámějším snímkem se stal film Sedm statečných z roku 1960.

## Filmografie (výběr)
- 1955 Černý den v Black Rock
- 1957  Přestřelka u O.K. Corralu
- 1958 Stařec a moře
- 1959 Poslední vlak z Gun Hillu
- 1960 Sedm statečných
- 1963 Velký útěk
- 1968 Ice Station Zebra
- 1973 Valdézovi koně
- 1976 Orel přistává